# Samsung Internet
Samsung Internet (também conhecido como Samsung Internet Browser ou S Browser) é um navegador para smartphones e tablets desenvolvido pela Samsung Electronics. É baseado no projeto de código aberto Chromium. Ele vem pré-instalado em dispositivos Samsung Galaxy. Desde 2015, ele está disponível para download no Google Play e, recentemente, passou a também estar disponível nos smartwatchs da Samsung, os Galaxy Watch, através da Samsung Galaxy Store. Atualmente, também está disponível nas Smart TV da Samsung e no óculos de realidade virtual da mesma, o GearVR.
Em 2016, a Samsung estimou que o navegador tinha cerca de 400 milhões de usuários ativos. De acordo com a StatCounter, em maio de 2018, o Samsung Internet tinha uma participação de mercado de cerca de 4,98% (entre 53,26% para todas as variantes do Chrome).
A maior parte das diferenças presentes no código-fonte, em relação ao Chromium padrão, foram introduzidas para oferecer suporte aos dispositivos da Samsung, como GearVR e sensores biométricos.

## História
A Samsung utilizava o navegador padrão do Android, desenvolvido pela Google, em seus dispositivos. Entretanto, em 2012, ela substituiu o mesmo e passou a utilizar seu navegador próprio, o Samsung Internet, como navegador padrão dos dispositivos Samsung Galaxy. Por volta do início de 2013, a Samsung passou a basear o seu navegador no Chromium. A primeira versão baseada no Chromium foi lançada junto com um Galaxy S4 no final de 2013.
| Versão            | Versão Chromium | Data de lançamento                          | Notas |
| ----------------- | --------------- | ------------------------------------------- | --- |
| Versão 4          | Chromium 44     | Início de 2016                              | Modo anônimo, cartões de conteúdo, vídeo flutuante, histórico de vídeo, push da web, service workers, guias personalizadas e uma extensão de bloqueador de conteúdo |
| Versão 5          | Chromium 51     | 16 de dezembro de 2016                      | Pagamento pela web e um assistente de vídeo aprimorado |
| Versão 5.4        | Chromium 51     | Beta de março de 2017, Estável maio de 2017 | Navegação com gestos, menu rápido, aprimoramento na página de navegação (apenas na China) e uma IU de status do bloqueador de conteúdo (no menu) |
| Versão 6.2        | Chromium 56     | 30 de outubro de 2017                       | Modo de alto contraste e modo noturno |
| Versão 6.4        | Chromium 56     | 19 de fevereiro de 2018                     | Gerenciador de download e web bluetooth habilitado por padrão |
| Versão 7.2        | Chromium 59     | 7 de junho de 2018                          | WebGL2, Intersection Observer, Web Assembly e Protected Browsing (proteção de busca) |
| Versão 7.4        | Chromium 59     | 19 de agosto de 2018                        | Autenticação com Intelligent Scan, modo de leitor personalizado e melhorias no histórico de downloads |
| Versão 8.2        | Chromium 63     | 21 de dezembro de 2018                      | Aprimoramentos no gerenciador de download, aprimoramentos no Modo Leitor, correções de bugs e sincronização de acesso rápido via Smart Switch |
| Versão 9.2        | Chromium 67     | 2 de abril de 2019                          | Remoção da extensão "assistente de vídeo", que havia sido adicionada nas versões anteriores, ícone do aplicativo redesenhado, interface de usuário redesenhada, função de uso com uma mão, Smart Anti-Tracking (ferramenta para impedir o rastramento do dispositivo por sites mal-intencionados), opção "Salvar Todas as Imagens" e correções de bugs |
| Versão 9.2.10.15  | Chromium 67     | 19 de maio de 2019                          | Função "+10 e -10 segundos" para vídeos, otimização do uso de RAM e correção de dois bugs que afetam o modo escuro e o login automático a partir da detecção da íris no modo DeX |
| Versão 9.4        | Chromium 67     | 22 de julho de 2019                         | Leitor de Código QR, gerenciador de guias para tablets, gerenciador de notificações, histórico de navegação por guia, controle de reprodução automática de vídeo, função renomear ao adicionar um página à tela inicial, opção Pausar/Retomar para função "Salvar Todas as Imagens" e correção de bugs                                                 |
| Versão 10.1.00.27 | Chromium 71     | 8 de setembro de 2019                       | Sincronização de dados de acesso rápido, interface de usuário ainda mais refinada e correção de bugs |
| Versão 10.1.01.3  | Chromium 71     | 3 de outubro de 2019                        | Correção de bugs que afetavam o espelhamento nas páginas favoritas, histórico e páginas salvos adaptadas à idiomas que leem da direita para a esquerda e aprimoramento na interface do usuário |
| Versão 10.2.00.53 | Chromium 71     | 24 de novembro de 2019                      | Assistente de vídeo, ícone para contato com o desenvolvedor, recurso que permitiu a seleção de quais outros aplicativos eram permitidos de usar o Samsung Internet, menu personalizável, renovação do gerenciador de guias, aprimoramento da interface de usuário mais aprimoramento do modo de alto contraste e correções de bugs                     |
| Versão 10.2.01.10 | Chromium 71     | 14 de janeiro de 2020                       | Opção de vídeo Picture-in-Picture, Easy sign-in habilitado para impressão digital no modo autônomo, captura de rolagem e correção de travamentos |
| Versão 11.1.1.52  | Chromium 75     | 25 de fevereiro de 2020                     | Extensões (que requerem Android Marshmallow ou posterior e uma conta Galaxy Store), botão "Ir para o topo da página", interface de usuário redesenhada, acesso rápido, correção de bugs e melhoria de desempenho |
| Versão 12.0.1.47  | Chromium 79     | 19 de junho de 2020                         | Opção para abrir links no modo anônimo, mais aplicativos de gerenciamento de senha foram autorizados a funcionar com o navegador e melhorias de segurança |
| Versão 13.0.1.64  | Chromium 83     | 19 de novembro de 2020                      | Ocultar para ocultar a barra de status em celular com Infinity Display, sistema de proteção inteligente, suporte adicional a gestos no Video Assistant |
| Versão 14.0       | Chromium 87     | Beta de março de 2021                       | |

## Suporte
A versão mais recente (v6.2) do Samsung Internet para Android é compatível com todos os telefones Android 5.0 e posteriores.
Anteriormente (v5.0), Samsung Internet para Android era compatível apenas com telefones Samsung Galaxy e Google Nexus com Android 5.0 e superior.

## Funções
- Extensões de bloqueio de conteúdo[30]
- Integração com Samsung GearVR e Samsung DeX[31]
- Suporte Samsung KNOX
- Abertura de até 99 guias, a abertura da 100ª guia fecha a guia anterior[32]
- Sincronização de favoritos entre dispositivos
- Bloqueador de anúncios
- Modo de leitura
- Opção para salvar páginas
- “Modo anônimo" com autenticação biométrica[33] (indisponível em dispositivos capturados pelo Knox, que é desabilitado pelo hardware eFuse ao desbloquear o bootloader[34])
- Secure Web Auto Login
- Funções extras com a caneta touchscreen da Samsung, a SPen
- Opção de buscar nas páginas
- Suporte para service workers e Push API
- Modo escuro
- Menu personalizável
- Assistente de vídeo
- Leitor de código QR
- Anti-rastreamento inteligente[35]

O recurso "Páginas Salvas" foi criticado por falta de portabilidade de dados, as páginas não podem ser transferidas de um dispositivo para outro.